# Herkules-Wartburg-Radweg

Markierung

Der Herkules-Wartburg-Radweg ist ein deutscher Radfernweg.
Die Strecke dieses Rundradweges führt über 218 km von Kassel bis Eisenach und wieder nach Kassel. Eine Alternativroute verläuft zum Teil an der Werra entlang. Der Radweg verbindet den stolzen Herkules, das Wahrzeichen Kassels, und das Schloss Wilhelmshöhe mit der Wartburg bei Eisenach.

## Sehenswertes und Verlauf der Strecke
- Kassel

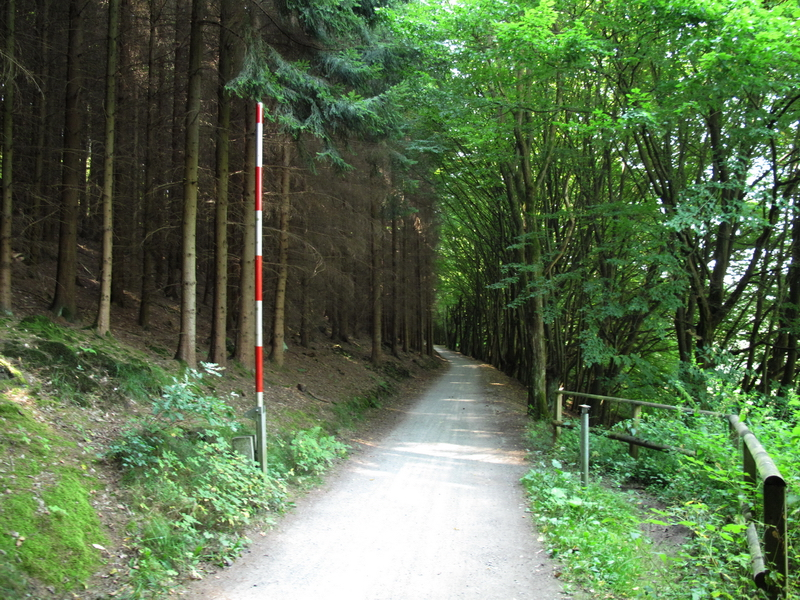
Der Herkules-Wartburg Radweg im Lossetal

  - die Parkanlagen in Kassel mit Europas größtem Berggarten und die Barockanlage Karlsaue
  - im 5-Jahres-Rhythmus findet die documenta statt, die bedeutendste Ausstellung zeitgenössischer Kunst
  - Schloss Wilhelmshöhe und seine Antikensammlung
  - die Löwenburg am Rand der Wolfsschlucht
  - das Brüder-Grimm-Museum, welche über 30 Jahre lang in Kassel lebten
  - das hessische Landesmuseum mit seinen Sammlungen aus der Alt- und Jungsteinzeit und Bronzezeit
- Kaufungen
  - das Regionalmuseum „Alte Schule“
  - das Kloster Kaufungen
- Helsa
- Hess. Lichtenau
  - die Altstadt mit ihrem geschlossenen Fachwerkensemble, dem Rathaus aus dem Jahr 1665 und der gotischen Stadtkirche aus dem Jahr 1415
  - der Frau Holle Park
  - die Ruine Reichenbach
- Waldkappel
- Ringgau
- Ifta
- Creuzburg
- Eisenach